# Стенфордський кролик

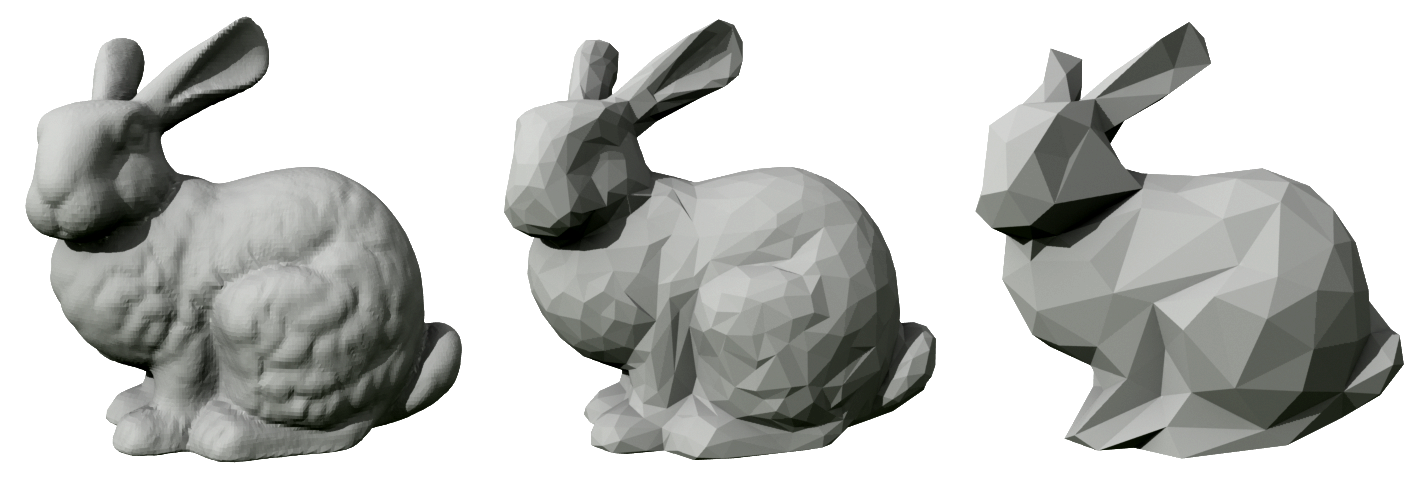
Полігональна модель з трьома різними рівнями деталізації

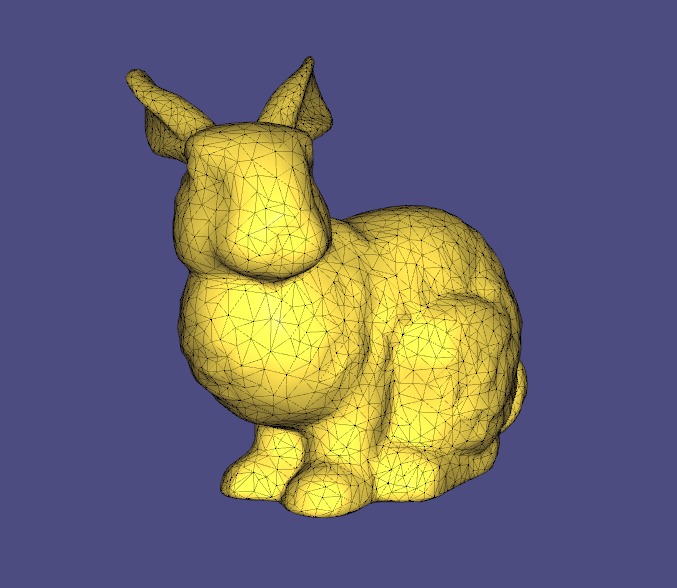
Полігональна сітка стенфордського кролика

Стенфордський кролик — тестова тривимірна полігональна модель, створена Грегом Терком і Марком Левоєм у Стенфордському університеті в 1994 році.
Модель Кролик містить дані про 69 451 трикутник, отриманий під час 3D-сканування керамічної фігурки кролика. Дані можуть бути використані для тестування різних алгоритмів комп'ютерної графіки, зокрема зменшення кількості полігонів, стиснення даних і згладжування поверхні. В даний час модель в сенсі геометричної складності вважається простою. Існує кілька проблем, які можуть виникнути при обробці даних 3D-сканування — зокрема, є задана поверхня зв'язним многовидом, і чи містить «дірки» (які можуть з'являтись як через недосконалість сканування, так і через наявність реальних отворів у моделі). Моделі, які мають такі «проблеми», насправді дозволяють краще тестувати алгоритми, для яких зазвичай використовується кролик.
Оригінальна модель доступна у форматі .ply з чотирма різними рівнями деталізації.